# 川中子義勝
川中子 義勝（かわなご よしかつ、1951年7月22日 - ）は、ドイツ文学者、キリスト教研究者、詩人、東京大学名誉教授。日本詩人クラブ理事長。文芸誌『同時代』同人。日本ペンクラブ会員。
埼玉県生まれ。1975年埼玉大学教養学部卒、1975年から1977年まで西ドイツのマールブルク大学に留学、1981年東大人文科学研究科独文科修士課程修了。1987年東大教養学部助教授（ドイツ語）、1998年教授。1998年アマーリエ・フォン・ガリツィン賞受賞、2010年日本詩人クラブ詩界賞受賞。
ドイツから日本まで、キリスト教思想の研究をおこなっている。1987年頃から矢内原忠雄の創設した無教会主義系東京大学聖書研究会（東大聖研）の顧問を、それまで顧問だった杉山好が東大名誉教授となってから引き継いだが、自身が名誉教授となってからは鴨下顕彦東京大学大学院農学生命科学研究科教授が顧問を引き継ぎ、自身は指導役をしている。18世紀ドイツの神学者ヨハン・ゲオルク・ハーマンを主として研究・紹介した。詩集、絵本も執筆している。

## 著書
- 『ハーマンの思想と生涯 十字架の愛言者』教文館 1996
- 『北の博士・ハーマン』沖積舎 1996
- 『詩人イエス ドイツ文学から見た聖書詩学・序説』教文館 2010
- 『悲哀の人・矢内原忠雄　歿後50年を経て改めて読み直す』かんよう出版 2016
- 『ハーマンにおける言葉と身体　聖書・自然・歴史』教文館 2023

創作
- 『眩しい光 詩集』沖積舎 1995
- 『ふゆごもり』いのちのことば社 1996 児童書
- 『ものみな声を 詩集』土曜美術社出版販売 1999
- 『散策の小径』日本基督教団出版局 2000
- 『ミンナと人形遣い 譚詩』沖積舎 2002
- 『ときの薫りに 詩集』土曜美術社出版販売 2002
- 『遥かな掌の記憶 詩集』土曜美術社出版販売 2005
- 『廻るときを 詩集』土曜美術社出版販売 2011
- 『魚の影 鳥の影 詩集』土曜美術社出版販売 2016
- 『川中子義勝詩集』土曜美術社出版 新・日本現代詩文庫 2019
- 『詩学講義 「詩のなかの私」から「二人称の詩学」へ』土曜美術社出版販売〈新〉詩論・エッセイ文庫 2021 詩論
- 『ふたつの世界 詩集』土曜美術社出版販売 2021

共編著
- 『詩学入門 中村不二夫共編著 土曜美術社出版販売 2008
- 『矢内原忠雄』鴨下重彦・木畑洋一・池田信雄共編 東京大学出版会 2011

### 訳書
- 『北方の博士・ハーマン著作選』沖積舎 2002
- R.ボーレン『源氏物語と神学者 日本のこころとの対話』教文館 2004
- ヨゼフ・ヴィルコン『ねずみにとどいたクリスマス』いのちのことば社フォレストブックス 2007
- ベルンハルト・ガイェック『神への問い ドイツ詩における神義論的問いの由来と行方』土曜美術社出版販売 2009
- R.ボーレン『祈る　パウロとカルヴァンとともに』教文館 2017